# Adiantum hornei
Adiantum hornei är en kantbräkenväxtart som beskrevs av Bak. Adiantum hornei ingår i släktet Adiantum och familjen Pteridaceae. Inga underarter finns listade.